# Inopeplus jairajpurii
Inopeplus jairajpurii es una especie de coleóptero de la familia Salpingidae.

## Distribución geográfica
Habita en Arunachal Pradesh (India).